# Back It Up (Caro Emerald)
Back It Up è il singolo di debutto della cantante olandese Caro Emerald, pubblicato il 7 agosto 2009 come primo estratto dal primo album in studio Deleted Scenes from the Cutting Room Floor.

## Descrizione
Il brano, scritto da Jan Van Wieringen, Robin Veldman, David Schreurs e Vincent Degiorgio e prodotto da Van Wieringen e Schreurs, è stato in seguito diffuso come singolo internazionale per la promozione dell'album oltre i confini olandesi nel giugno 2010.

## Promozione
Il brano è stato usato come stacchetto delle veline nel programma televisivo di Antonio Ricci Striscia la notizia in onda su Canale 5 e nel 2011 come colonna sonora di una serie di pubblicità della Wind con Aldo, Giovanni e Giacomo.

## Successo commerciale
In classifica per quasi un anno, il singolo ha raggiunto posizione nº 13 nei Paesi Bassi nel mese di aprile 2010, in seguito a una massiccia promozione supportata anche dalla realizzazione di alcuni remix di successo. Di successo anche in Belgio, dove ha raggiunto la ventesima posizione della classifica locale.
In Italia è stato il 100º singolo più venduto nel 2010 secondo Fimi.

## Tracce
CD singolo (Grandmono GM001 / EAN 8717092003858)
1. Back It Up – 3:53
2. Back It Up (radio edit) – 3:34
3. Back It Up (strumentale) – 3:51

## Classifiche
| Classifica (2009) | Posizione massima |
| ----------------- | ----------------- |
| Belgio (Fiandre)  | 33                |
| Belgio (Vallonia) | 52                |
| Germania          | 70                |
| Italia            | 17                |
| Paesi Bassi       | 13                |
| Regno Unito       | 190               |
| Slovacchia        | 53                |